# Kiwa hirsuta
Kiwa hirsuta Macpherson, Jones & Segonzac, 2006 é uma espécie de caranguejo da infraordem Anomura, conhecido pelo nome comum de caranguejo-yeti (em referência ao abominável homem das neves - Yeti), com distribuição natural nas fontes hidrotermais de grande profundidade. A espécie foi descrita em 2006 a partir de exemplares capturados a mais de mil metros abaixo da superfície do Oceano Pacífico.